# Ryan Whitney
Ryan Whitney, född 19 februari 1983 i Scituate, Massachusetts, är en amerikansk före detta professionell ishockeyspelare som sist spelade för Modo Hockey i SHL.
Whitney inledde sin NHL-karriär i Pittsburgh Penguins där han spelade från 2005 till 2009 innan han den 3 mars 2009 blev bortbytt till Anaheim Ducks mot Chris Kunitz. I mars 2010 blev han sedan bytt till Edmonton Oilers tillsammans med ett draftval i utbyte mot Lubomír Višnovský. Den 24 juni 2015 blev Whitney klar för Modo Hockey.

## Statistik

### Klubbkarriär
| 1999–00    | Thayer Academy                 | ISL        | 22  | 5  | 33  | 38  | —   | —  | — | —  | —  | —  |
| 2000–01    | NTDP                           | U18        | 40  | 7  | 23  | 30  | 64  | —  | — | —  | —  | —  |
| 2000–01    | NTDP                           | USHL       | 20  | 2  | 8   | 10  | 22  | —  | — | —  | —  | —  |
| 2001–02    | Boston University              | HE         | 35  | 4  | 17  | 21  | 46  | —  | — | —  | —  | —  |
| 2002–03    | Boston University              | HE         | 34  | 3  | 10  | 13  | 48  | —  | — | —  | —  | —  |
| 2003–04    | Boston University              | HE         | 38  | 9  | 16  | 25  | 56  | —  | — | —  | —  | —  |
| 2003–04    | Wilkes-Barre/Scranton Penguins | AHL        | —   | —  | —   | —   | —   | 20 | 1 | 9  | 10 | 0  |
| 2004–05    | Wilkes-Barre/Scranton Penguins | AHL        | 80  | 6  | 35  | 41  | 101 | 11 | 2 | 7  | 9  | 12 |
| 2005–06    | Wilkes-Barre/Scranton Penguins | AHL        | 9   | 5  | 9   | 14  | 6   | 11 | 1 | 4  | 5  | 8  |
| 2005–06    | Pittsburgh Penguins            | NHL        | 68  | 6  | 32  | 38  | 85  | —  | — | —  | —  | —  |
| 2006–07    | Pittsburgh Penguins            | NHL        | 81  | 14 | 45  | 59  | 77  | 5  | 1 | 1  | 2  | 6  |
| 2007–08    | Pittsburgh Penguins            | NHL        | 76  | 12 | 28  | 40  | 45  | 20 | 1 | 5  | 6  | 25 |
| 2008–09    | Wilkes-Barre/Scranton Penguins | AHL        | 1   | 0  | 1   | 1   | 2   | —  | — | —  | —  | –  |
| 2008–09    | Pittsburgh Penguins            | NHL        | 28  | 2  | 11  | 13  | 16  | —  | — | —  | —  | —  |
| 2008–09    | Anaheim Ducks                  | NHL        | 20  | 0  | 10  | 10  | 12  | 13 | 1 | 5  | 6  | 9  |
| 2009–10    | Anaheim Ducks                  | NHL        | 62  | 4  | 24  | 28  | 48  | —  | — | —  | —  | —  |
| 2009–10    | Edmonton Oilers                | NHL        | 19  | 3  | 8   | 11  | 22  | —  | — | —  | —  | —  |
| 2010–11    | Edmonton Oilers                | NHL        | 35  | 2  | 25  | 27  | 33  | —  | — | —  | —  | —  |
| 2011–12    | Edmonton Oilers                | NHL        | 51  | 3  | 17  | 20  | 16  | —  | — | —  | —  | —  |
| 2012–13    | Edmonton Oilers                | NHL        | 34  | 4  | 9   | 13  | 23  | —  | — | —  | —  | —  |
| 2013–14    | Florida Panthers               | NHL        | 7   | 0  | 0   | 0   | 6   | —  | — | —  | —  | —  |
| 2013–14    | San Antonio Rampage            | AHL        | 45  | 7  | 16  | 23  | 52  | —  | — | —  | —  | —  |
| 2014–15    | Sotji Leopards                 | KHL        | 42  | 6  | 13  | 19  | 23  | 4  | 0 | 1  | 1  | 0  |
| 2015–16    | Modo Hockey                    | SHL        | 2   | 0  | 0   | 0   | 0   | -  | - | -  | -  | -  |
| NHL totalt | NHL totalt                     | NHL totalt | 481 | 50 | 209 | 259 | 383 | 38 | 3 | 11 | 14 | 40 |